# 2024年10月2日日食
2024年10月2日日食是一次日環食，發生於2024年10月2日（東半球的部分日偏食區域為10月3日）。新月當天（即朔日），地球上觀測到月球和太阳的角距離極小，此時月球如果恰好在月球交點附近，穿過太阳和地球之間，與地球、太阳接近一直線，則會出現日食。月球穿過太阳和地球之間，但距地球較遠，本影未能接觸地表，而使偽本影覆蓋的區域內看到月球的角直徑小於太陽，就形成日環食，同時在偽本影兩側數千公里的半影範圍內形成日偏食。此次日環食經過了復活節島、智利本土、阿根廷，日偏食則覆蓋了玻里尼西亞大部分、南美洲中南部及周邊部分地區。

## 日食概況

### 出現區域
金曼礁西北約400公里的太平洋在日出時最先看到此次日環食，隨後月球偽本影向東南移動，劃過東南太平洋面後在智利特殊領地復活節島西北約760公里處達到最大食分，此後偽本影完全覆蓋了復活節島，又經過一段洋面後劃過南美洲南部，最終在日落時分結束於南乔治亚和南桑威奇群岛東北約500公里的南大西洋洋面。環食帶均在國際日期變更線以東，在10月2日看到日環食。
偽本影經過的陸地包括：
- 復活節島全境；
- 智利本土：伊瓦涅斯將軍艾森大區南半部和麥哲倫-智利南極大區北端；
- 阿根廷：自西向東貫穿聖克魯斯省中部偏北。[3][4]

除了上述狹窄的環食帶內能看到日環食之外，月球半影覆蓋範圍內都能看到日偏食，包括吉爾伯特群島東南部、斐濟、玻里尼西亞除新西蘭中南部外的大部分、墨西哥南下加利福尼亞州南部和哈利斯科州西端沿海、秘魯南部、玻利維亞中南部、智利、阿根廷、巴拉圭、巴西南部、烏拉圭、福克蘭群島、南乔治亚和南桑威奇群岛及南極洲靠近南美洲的約三分之一。其中大部分地區都位於国际日期变更线以東，在10月2日看到日食，其餘部分在10月3日看到日食。

此次日環食過程中月影在地表移動的動畫

### 基本參數
- 類型：日環食
- 食甚中心處（位於復活節島西北約760公里的南太平洋）資料：
  - 時間：2024年10月2日18:45:02.0
  - 地點：21°57.1′S 114°30.5′W / 21.9517°S 114.5083°W
  - 食分：0.9326（環食帶內最大）
  - 偽本影寬度：266.5公里
  - 日環食持續時間：7分25.1秒
- 環食最長處資料：
  - 時間：2024年10月2日18:53:00
  - 地點：23°58′S 112°56′W / 23.967°S 112.933°W
  - 偽本影寬度：264.4公里
  - 日環食持續時間：7分25.4秒[6]

## 相關的日食

### 2022-2025年的日食
月球交替位於相對的月球交點時，以半個交點年（食年），即約177天又4小時間隔出現下列日食。
| 日食列表  |           |           |           |           |           |           |           |           |           |           |           |
| 1997-2000 | 2000-2003 | 2004-2007 | 2008-2011 | 2011-2014 | 2015-2018 | 2018-2021 | 2022-2025 | 2026-2029 | 2029-2032 | 2033-2036 | 2036-2039 |

| 升交點                                    | 升交點                   |                            | 降交點                    | 降交點 |
| 沙羅周期                                  | 地圖                     | 沙羅周期                   | 地圖                      |        |
| 117 智利聖地亞哥的日偏食                  | 2022年4月30日 偏食（南） | 124 俄羅斯薩拉托夫的日偏食 | 2022年10月25日 偏食（北） |        |
| 129 發生於東帝汶的日全食現象              | 2023年4月20日 全環食     | 134 墨西哥坎佩切的日環食   | 2023年10月14日 環食       |        |
| 139 發生於美国,印第安纳波利斯的日全食現象 | 2024年4月8日 全食        | 144                        | 2024年10月2日 環食        |        |
| 149                                       | 2025年3月29日 偏食（北） | 154                        | 2025年9月21日 偏食（南）  |        |

### 沙羅周期
沙羅周期長度為18年11天。本次日食屬於沙羅周期144，共包含70次日食，依次為1736年4月11日至1862年6月27日的8次日偏食、1880年7月7日至2565年8月27日的39次日環食、2583年9月7日至2980年5月5日的23次日偏食，總共歷時1244.08年。本周期並無日全食。
下表列舉了1901年至2100年間發生的屬於該周期的日食，是第11至21次：
| 11            | 12             | 13             |
| ------------- | -------------- | -------------- |
| 1916年7月30日 | 1934年8月10日  | 1952年8月20日  |
| 14            | 15             | 16             |
| 1970年8月31日 | 1988年9月11日  | 2006年9月22日  |
| 17            | 18             | 19             |
| 2024年10月2日 | 2042年10月14日 | 2060年10月24日 |
| 20            | 21             |                |
| 2078年11月4日 | 2096年11月15日 |                |

## 資料來源
1. ↑  樊忠玉. . 中国天文科普网.   [2018-01-30]. （原始内容存档于2014-09-17）.
2. 1 2  Fred Espenak. . NASA Eclipse Web Site.   [2018-01-30]. （原始内容存档于2020-10-20）.（英文）
3. ↑  Fred Espenak. . NASA Eclipse Web Site.   [2018-01-30]. （原始内容存档于2020-10-23）.（英文）
4. ↑  Xavier M. Jubier. .   [2018-01-30]. （原始内容存档于2019-06-08）.（法文）（英文）
5. ↑  Fred Espenak. . NASA Eclipse Web Site.   [2018-01-30]. （原始内容存档于2019-01-18）.（英文）
6. ↑  Fred Espenak. . NASA Eclipse Web Site.   [2018-01-30]. （原始内容存档于2020-11-01）.（英文）
7. ↑  Fred Espenak. . NASA Eclipse Web Site.（英文）

## 外部連結
- NASA日食專頁（页面存档备份，存于）（英文）
- 可見區域圖和時間統計：由弗雷德·埃斯佩纳克做出的日食預報，NASA/GSFC
  - Google互動地圖呈現的日食範圍
  - 貝塞爾元素
- Google地圖顯示的日環食和日偏食範圍（页面存档备份，存于）（法文）（英文）

| \| \| 日食 \|                            |                              |                                           |
| 上一次日食： 2024年4月8日日食 （日全食） | 2024年10月2日日食 （日環食） | 下一次日食： 2025年3月29日日食 （日偏食） |
| 上一次日環食： 2023年10月14日日食        | 2024年10月2日日食 （日環食） | 下一次日環食： 2026年2月17日日食          |
|                                          | 日食                         |                                           |